# ルー・ガルー: 人狼を探せ!
『ルー・ガルー: 人狼を探え!』（仏: Loups-garous、英: Family Pack）は、フランソワ・ウザン監督、エルヴェ・マルリーとフィリップ・デ・パリエール脚本による2024年のフランスの冒険ファンタジーコメディ映画。アズモデ社が発行するフランスのカードゲーム『ティエルセリューの狼男』を原作としている。
2024年10月23日にNetflixで配信された。

## キャスト
※括弧内は日本語吹替。
- ジェローム・ヴァシエ - フランク・デュボスク（フランス語版）（東地宏樹）
- ジルーベル・ヴァシエ - ジャン・レノ（菅生隆之）
- マリー・ヴァシエ - スザンヌ・クレマン（魏涼子）
- 統領（隊長） - グレゴリー・フィトゥーシ（乃村健次）
- ピエロ - ブリュノ・グエリ（多田野曜平）
- シルデリック・ヴァシエ - ジョナサン・ランバート
- クララ - リサ・ド・コウト（大平あひる）
- テオ - ラファエル・ロマン（宮瀬尚也）
- ルイーズ - アリゼ・クニー（竹村麻帆）
- 不審な男 - クレズ・ブランダール
- 死刑執行人 - デヴィッド・サレス（武田太一）
- 鍛冶屋 - ヤロスラフ・ヴンドレ

- 日本語吹替版その他出演：越後屋コースケ、菊池通武、杏寺円花、山下タイキ、いとうさとる、冨沢竜也、橘あんり、藤井雄太、反町有里、金馬貴之、城内由茄子

- 日本語吹替版制作スタッフ 演出：カーフット善、翻訳：井村千瑞、調整：猪本純、録音：東口智大／古川尚輝、スタジオ：オムニバス・ジャパン、制作進行：佐藤彩、制作：ACクリエイト

## 制作
主要撮影は2023年夏にプラハで行われ、テレビシリーズ『ナイトフォール -悲運の騎士団-』のために作られた中世のセットが使用された。チェコのドレヴニーキ、ズドゥホヴィツェ、ヴィスルニー・ウ・ホムトヴァなどのロケ地でも撮影され、フランス語のタイトル『Les Loups Garous de Thiercelieux』で撮影された。